# Каролинка
Каролинката (Aix sponsa) е дребна птица от семейство Патицови, разред Гъскоподобни. Тежи между 0,5 и 0,7 кг, дължина на тялото 45 – 48 cm. Има изразен полов диморфизъм, мъжката е красиво оцветена, а женската почти незабележима с маскировъчни цветове.

## Разпространение
Разпространена е в Северна Америка, среща се в диво състояние по бреговете на малки реки. Аклиматизирана в Европа, (включително и България), където живее в диво и полудиво състояние.

## Начин на живот и хранене
В Северна Америка е екологичния еквивалент на мандаринката, с която са в един род, заема същата екологична ниша и обитава сходен биотоп. Климатизирана е в Европа (включително България) и Азия, като в някои страни се е превърнала в често срещан вид. Начина и на живот е в по-голяма степен свързан с дърветата отколкото на мандаринката. Когато търси подходящо място за гнездене, ловко се разхожда по клоните на дърветата и оглежда всяка попаднала и дупка.

## Размножаване
Гнезди в дупки по дърветата, често пъти на значителна височина от порядъка на двадесетина метра. Снася 7 – 12 синкави яйца, които мъти само женската. Мъжката я напуска в този период и се присъединява към ятата от други мъжки.

## Допълнителни сведения
Отглеждана на много места като паркова птица, добре понася съжителство с човека. В някои страни е обичаен ловен обект. На територията на България е защитен вид.